# Luca Pacioni
Luca Pacioni (Gatteo, 13 de agosto de 1993) es un ciclista italiano.

## Palmarés
2015 (como amateur)
- Trofeo Ciudad de Castelfidardo

2017
- 1 etapa del Tour de China I

2018
- 1 etapa de la Tropicale Amissa Bongo
- 1 etapa del Tour de Taiwán
- 1 etapa del Tour de Langkawi

2020
- 1 etapa de la Vuelta al Táchira